# ADHD (음악 그룹)
ADHD는 대한민국의 힙합 프로젝트 그룹이다. 2013년 싱글 [끈적해]로 데뷔했다.

## 방송
- 쇼미더머니1 (2012)

## 음반
- 끈적해 (2013)